# 建安機械
建安機械私人有限公司，簡稱建安機械（英語：Kian Ann Engineering Limited，新交所除牌時K04），在1965年由劉漢章（主席），羅鵬基（總經理）創立，現時為Invicta Holdings Limited旗下公司。
業務在新加坡生產及銷售各種工具及工程產品。總部位於新加坡樟宜南巷7號建安大樓486119。股份在1996年11月12日於新加坡交易所主板上市。招股價為0.36坡元。
2012年秋天，Invicta Asian Holdings Pte. Ltd.以每股0.44新加坡元收購該公司股份，總代價為1.8億坡元。在特別股東大會通過後，2013年2月14日撤銷上市。

## 連結
- KianAnn.com.sg （页面存档备份，存于）